# NGC 719
NGC 719 é uma galáxia lenticular (S0) localizada na direcção da constelação de Aries. Possui uma declinação de +19° 50' 27" e uma ascensão recta de 1 horas, 53 minutos e 38,8 segundos.
A galáxia NGC 719 foi descoberta em 24 de Novembro de 1861 por Heinrich Louis d'Arrest.